# 錫爾貝倫山
46°59′32″N 8°53′53″E / 46.99222°N 8.89806°E

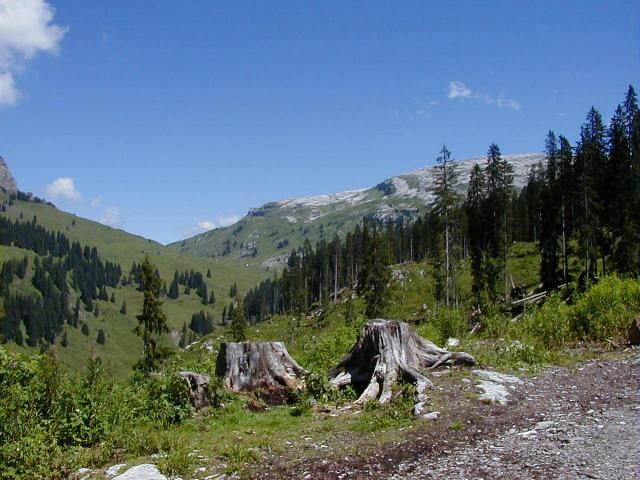

錫爾貝倫山（Silberen），是瑞士的山峰，位於該國中部，由施維茨州負責管轄，屬於格拉魯斯山的一部分，海拔高度2,314米，每年平均降雨量2,385毫米。